# Juan Carrascosa Revellat
Juan Carrascosa Revellat (17 de agosto de 1880-26 de septiembre de 1938) fue un militar español, perteneciente al arma de ingenieros.

## Biografía
Nacido el 17 de agosto de 1880, ingresó en el Ejército en 1895. En 1917 sería condecorado con la Cruz de primera clase del Mérito Militar con distintivo blanco, por sus trabajos topográficos. En julio de 1936 ostentaba el rango de coronel y mandaba el Regimiento de Transmisiones de El Pardo. Al igual que la mayor parte de los oficiales de su unidad, Carrascosa estaba implicado en la conspiración contra la República. Tras el fracaso de la sublevación militar en Madrid, el 21 de julio puso en marcha al regimiento y se dirigió hacia el norte, para encontrarse con las fuerzas sublevadas del general Mola en la Sierra de Guadarrma. Este hecho le convirtió en una celebridad de la propaganda franquista. Posteriormente sería ascendido al rango de general de brigada, y nombrado Inspector de los servicios de infraestructura de la Aviación.
Falleció el 26 de septiembre de 1938 en el Hospital militar de Burgos, a consecuencia de un accidente de automóvil ocurrido en las proximidades de la localidad burgalesa de Tardajos.